# 澳大利亚原住民
澳大利亚原住民是澳大利亚土著和托雷斯海峡岛民的總稱，是歐洲人殖民大洋洲之前居住在澳洲大陸及其附近島嶼的原住民族群的後代。
根據傳統用法，“澳洲土著”（Aborigines）指的是澳洲大陸、塔斯馬尼亞島以及一些其他臨近島嶼的原住民；而托雷斯海峽位于澳洲東北的约克角半岛與新幾內亞之間，托雷斯海峽島民是該海峽中群島的美拉尼西亚原住民。
“澳洲原住民”是籠統的稱呼，其包括的民族之間有很大區別，例如提維人（Tiwi people）、努雅爾人（Noongar people）和托雷斯海峡岛民（Torres Strait Islanders）等都是不同的民族，屬於原住民的民族之間並不一定有密切的關聯或相同的起源。不同原住民社群和社會之間有很大的差異，每個社群都有自己獨特的文化、習俗和語言。當代的原住民更細分爲不同的當地社區。
据估計，歐洲人移民開始時，原住民共有約250種語言，但現在大約只有120到145種語言仍然存在，其中絕大多數屬於瀕危語種，僅有13種不屬于瀕危語種。現代的土著大多數使用夾雜土著語詞彙並受土著語發音和語法構造影響的英語，這類英語語種稱爲“澳洲土著英語”。歐洲人移民開始時原住民人口按照不同的估計可能約為318,000人或1,000,000人，人口分佈類似現在的澳洲人口分佈規律，大多數生活在東南部，以墨累河為軸綫的地區.按照英文維基百科，澳洲現有原住民798,365人，
澳洲大陸最早的居民和現代澳洲原住民之間的關係在學術上尚無定論。在澳洲發現的最早的人類遺存是40,000年前的“蒙哥人”（Mungo Man），但根據线粒体DNA比較，蒙哥人與現在以及古代的澳洲原住民都沒有親屬關係。而人類到達澳洲的時間本身在學術上也沒有定論，其中最早的估計認爲可能是125,000年前。
按照近年的研究，具較大可能性的是澳洲原住民是約70,000年前第一波離開非洲前往亞洲的古人的後裔，在約60,000年前抵達澳洲。
1995年起，紅、黑兩色加上黃色太陽圖案的“澳洲土著旗”和藍、綠兩色加上頭飾圖案的“托雷斯海峡岛民旗”在澳洲享有國家正式旗幟的地位。

## 族群與名稱

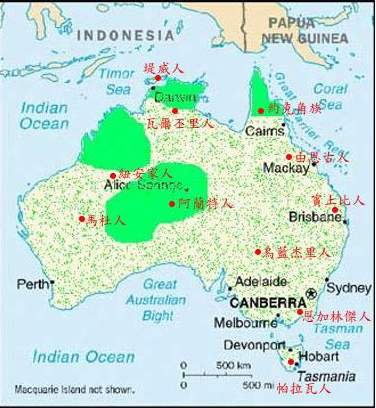
澳大利亚原住民分佈

### 用詞

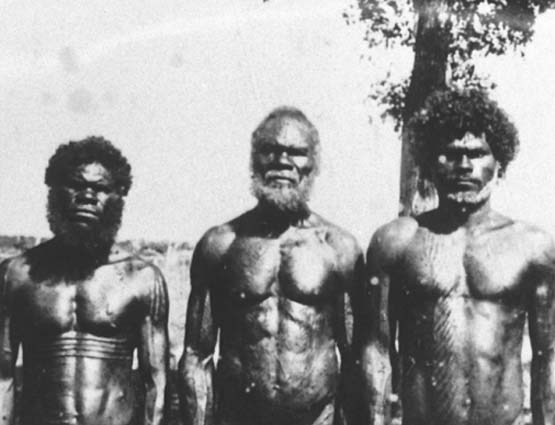
1939年，北領地巴瑟斯特島的原住民男性

籠統來説，澳洲原住民種族都與所謂的澳洲人種的一個分支有關係，但在社會、文化及語言方面各個土著及托雷斯海峽島民族群之間都有顯著的不同。
英語單詞“土著”（aboriginal）最遲在16世紀就已出現，意思是“第一或最早所知的、原生的”，詞源是拉丁語的aborigines，意即“來自”（ab）“源頭、開始”（origo）。在澳洲，自從1789年（歐洲人殖民澳洲的第二年）開始就有使用“土著”（aboriginal）來形容澳洲的原住居民。不久後，大寫的“Aboriginal”就開始成爲所有原住民的通稱。
在英語中的習慣用法裏，“Aborigine”（單數名詞）和“Aboriginal”（形容詞）都被當作名詞“土著”使用。但由於歷史原因，在某些社群，使用這兩個詞來形容某一（或多個）個人的用法被視爲具有負面涵義，因此通常這樣的用法被認爲是粗魯、甚至冒犯的。較可接受的或較正確的用法是“土著澳洲人”（Aboriginal Australians
）或“土著”（Aboriginal people）（指個人時是“Aboriginal person”，“Aboriginal man”，“Aboriginal woman”等）。此外，囊括土著和托雷斯海峽島民的“澳洲原住民”（Indigenous Australians）在近年（特別是80年代以來）也使用得越來越多。

### 地區族群的自稱名稱
“澳洲原住民”的廣義概念包括許多地區族群，這些族群經常使用來自當地原住民語言的自稱。這些包括：

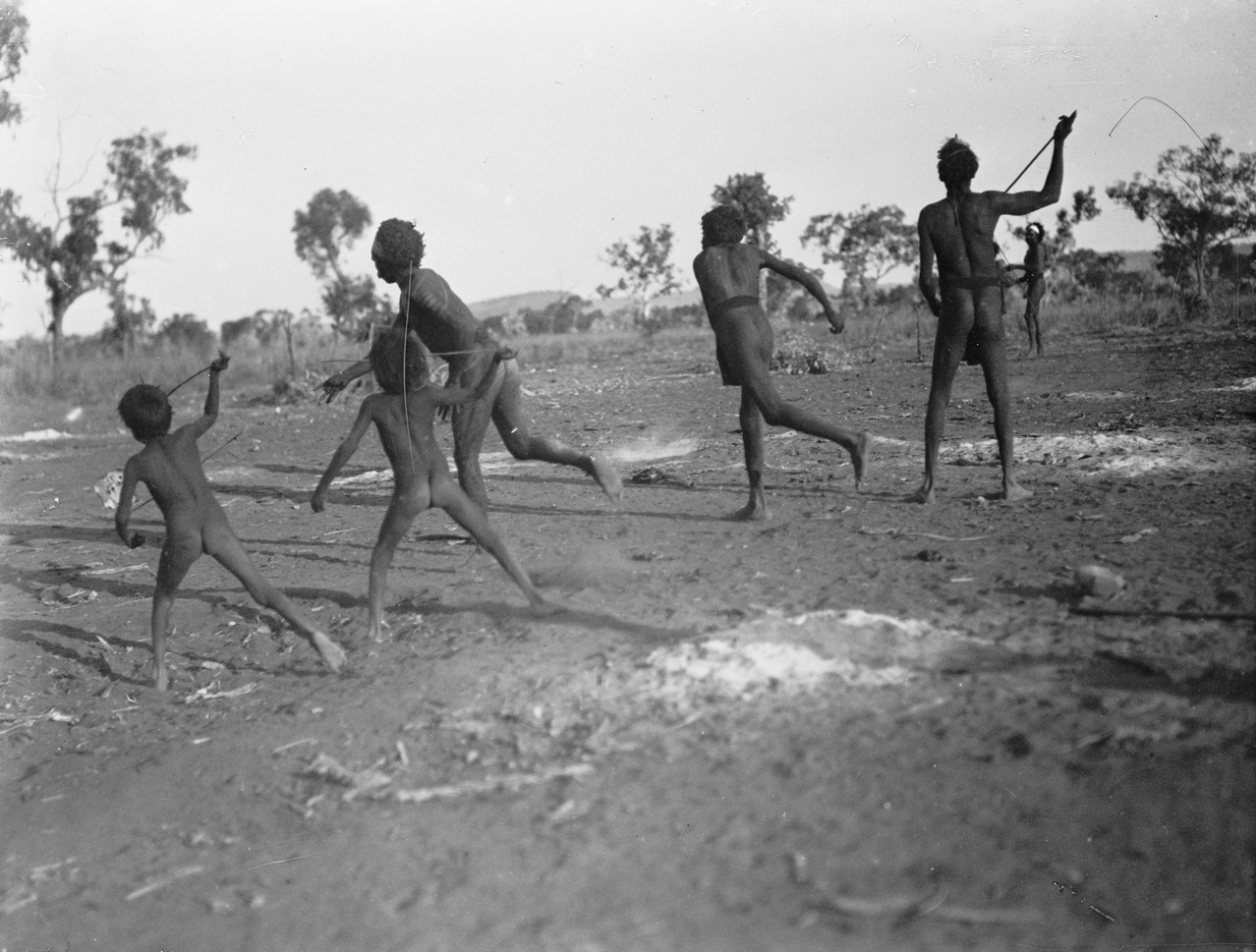
1922年：原住民成人和兒童在玩稱爲“高利”（Gorri）的球戲

- “庫利”（Koori、Koorie）：是新南威爾士和維多利亞土著通用的自稱；
- “伍納瓦爾”（Ngunnawal）：是分佈在澳洲首都領地及周邊新南威爾士所屬地區的土著族群自稱；
- “古利”（Goorie）：是分佈在昆士蘭東南部及新南威爾士北部部分地區的土著族群自稱；
- “穆爾迪”（Murrdi）：是分佈在昆士蘭西南部及中部的土著族群自稱；
- “穆利”（Murri）：是昆士蘭其他部分（不使用古利和穆爾迪等特定名稱的地方）土著通用的自稱；
- “紐雅爾”或“努雅爾”（Nyungar、Noongar）:西澳州南部；
- “亞馬吉”（Yamatji）：西澳州中部；
- “瓦艾”（Wangai）：西澳州金礦區；
- “努雅”（Nunga）：南澳州南部；
- “阿南古”（Anangu）：南澳州北部以及接壤的西澳州和北領地部分地區；
- “亞帕”（Yapa）：北領地中西部；
- “尤爾伍”（Yolngu）：北領地阿纳姆地東部；
- “比尼因”（Bininj）：北領地阿纳姆地西部；
- “提維”（Tiwi）：北領地阿纳姆地附近海上的提維群島；
- “阿寧迪利亞夸＂（Anindilyakwa）：北領地阿纳姆地附近海上的格鲁特岛；
- “巴拉瓦”（Palawah、Pallawah）：塔斯馬尼亞。

這些大族群中再有更細的分別，例如一位來自中部沙漠的“阿南古”人可能來自“皮詹賈賈拉”（Pitjantjatjara）、“揚庫因賈賈拉”（Yankunytjatjara）、“雅尼亞賈拉”（Ngaanyatjarra）、“魯利賈”（Luritja）或“安提基利尼亞”（Antikirinya）族群。据估計，在英國殖民者到來之前，澳洲大陸上的原住民人口大概在318,000到750,000之間。

### 托雷斯海峽島民

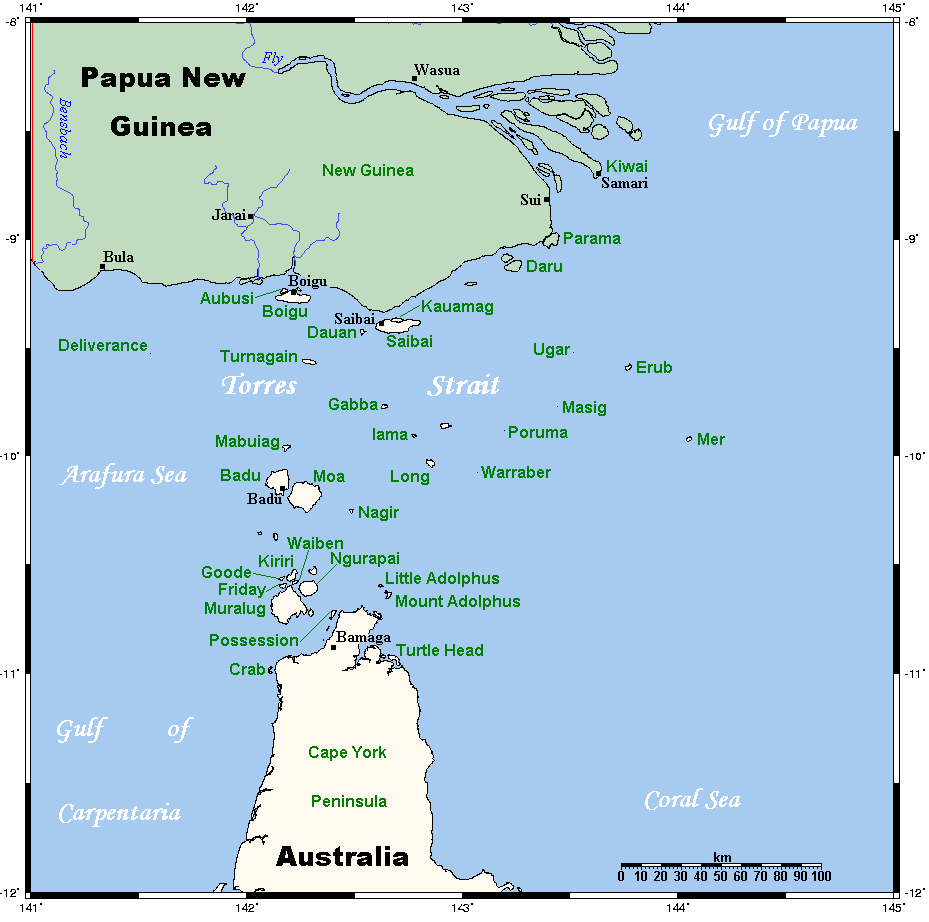
托雷斯海峽群島地圖

托雷斯海峽島民的遺傳和文化史都和土著的傳統不同。托雷斯海峽群島東部的島民尤其接近新幾内亞的巴布亞人，使用的語言是巴布亞語的一種。因此，“澳洲土著”（Aboriginal Australians）不包括托雷斯海峽島民。這也是近年來含義更廣的“澳洲原住民”或“澳洲原住民族”概念使用越來越多的原因之一。澳洲原住民中，有6%自認為純托雷斯海峽島民，另有4%自認為兼有托雷斯海峽島民和澳洲土著遺傳。
托雷斯海峽群島包括過百個島嶼，在1879年被昆士蘭兼併。許多原住民組織的名稱中包含“土著及托雷斯海峽島民”的用法，以顯示托雷斯海峽島民在澳洲原住民人群中的獨特身份和重要性。
澳洲原住民地權史中著名的1992年“马伯訴昆士蘭”案（Mabo v Queensland）的主角艾迪·马伯（Eddie Mabo）就來自托雷斯海峽中的“摩爾”或稱墨累島。

## 歷史

### 到達澳洲並定居

此畫描繪的是詹姆斯·庫克船長及其船員與格威嘎爾部落土著在新南威爾士的柯奈爾海岸的“第一次接觸”

大多數學者認爲人類于距今40,000至50,000年前到達澳洲，至遠可能達125,000年前。根據基因分析得出的估計則是約44,000年前。
在澳洲發現的最早的解剖學意義上的現代人類遺存（也是非洲以外最早的）是“蒙哥人”，估計生活在距今42,000年前。最初對稱爲“蒙哥湖3號”遺骨與古代及現代土著進行的线粒体DNA比較分析顯示蒙哥人與澳洲土著之間並沒有遺傳關係，但這一結論在科學界也受到廣泛的不接受。有批評指出此一排序沒有經過獨立驗證，並且結果可能受到死後改變或DNA熱力破壞的影響。雖然這一受到爭議的分析結果似乎表示蒙哥人是在當代人類的最早共同祖先出現之前就已分離出去的滅絕支系物種，至少蒙哥國家公園管理機構認爲現在當地的土著是蒙哥人的後代。由於看管蒙哥遺存的原著民据估計不會允許更多的創傷性研究，因此以後再進行獨立基因試驗的可能性不大。
通常認爲，澳洲土著是一次单一遷徙中到達澳洲大陆的群體的後代，此群體是64,000年到75,000年前第一批离开非洲的現代人類的分支，但也有少数意見認爲曾有数批遷徙。最有可能的遷徙路綫是在海洋水位較低時用船進行“跳島”。有迹象表明，土著在很长一段时间内与现已滅絕的澳洲巨型動物群生活在同一環境中。
就基因來説，澳洲原住民為美拉尼西亚及巴布亞人的近親，但有一部分的基因成份可能來自於和南亞人群的混血，或是近代歐洲人的影響。研究表明地理意義上的澳洲人群起源于單一的祖先族群，後代各地區組群之間分隔後，相對較少受到此後來自亞洲大陸的移民影響。其中新幾内亞的巴佈亞人在約32,000年前從菲律賓的馬馬努瓦人（Mamanwa）分離出來，並在約5,000年前人口迅速膨脹。据2011年的基因研究，澳洲土著、巴佈亞人和馬馬努瓦人都帶有亞洲古人種丹尼索瓦人的部分基因，因此亞洲的現代人類和古人類在約44,000年前（澳洲大陸與巴佈亞新幾内亞分離、土著遷徙到澳洲之前）發生過雜交。而2012年發表的一篇論文則報告有證據顯示4,000多年前曾有從印度到北澳洲的較大規模的基因流動。這一時期也是澳洲考古記錄中工具技術及食物加工出現變化的時代，因此有推論兩者之間有關聯。
土著大多以狩獵採集方式生存。雖然土著社會具有移動性或半漁獵狀態，按照不同季節的食物資源變化淺析，但不同地區的生活方式和物質文化有很大的不同，而且在一些地區有永久性定居點及農業活動。澳洲大陸上人口密度最大的是東南部，特別是墨累河谷。
有跡象表明，在歐洲人到達此地區前北澳洲的土著群落与望加錫的海參漁民有定期的貿易往來。
据通行估計，歐洲人在1788年最初接觸土著時，土著人口大約为314,000。根據近年的考古發現也有論點認爲當時澳洲可以支持高達500,000至750,000的人口，一部分生態學家甚至認爲高達一百萬的人口也有可能。當時土著分爲250個“族”（nations），其中許多互相結盟，在一族内則有多個氏族（clans），少則5、6個，多則30、40個。每一族有其自己的語言，有些有數種語言。
就現在的州和領地來説，現在的昆士蘭州是與歐洲人接觸之前澳洲大陸上人口最密集的地區，約為新南威爾士的兩倍、維多利亞的六倍、塔斯馬尼亞的20倍。同時，原住民人口密度在新南威爾士東北部、卡奔塔利亞灣以西的北海岸（包括北領地及西澳的部分）都相對較高。)
| 州或領地   | 1930年估計人口比例 | 1988年估計人口比例 | 傳統部落土地分佈 |
| ---------- | ------------------ | ------------------ | ---------------- |
| 昆士蘭     | 38.2%              | 37.9%              | 34.2%            |
| 西澳       | 19.7%              | 20.2%              | 22.1%            |
| 北領地     | 15.9%              | 12.6%              | 17.2%            |
| 新南威爾士 | 15.3%              | 18.9%              | 10.3%            |
| 維多利亞   | 4.8%               | 5.7%               | 5.7%             |
| 南澳       | 4.8%               | 4.0%               | 8.6%             |
| 塔斯馬尼亞 | 1.4%               | 0.6%               | 2.0%             |

### 18世紀英國殖民

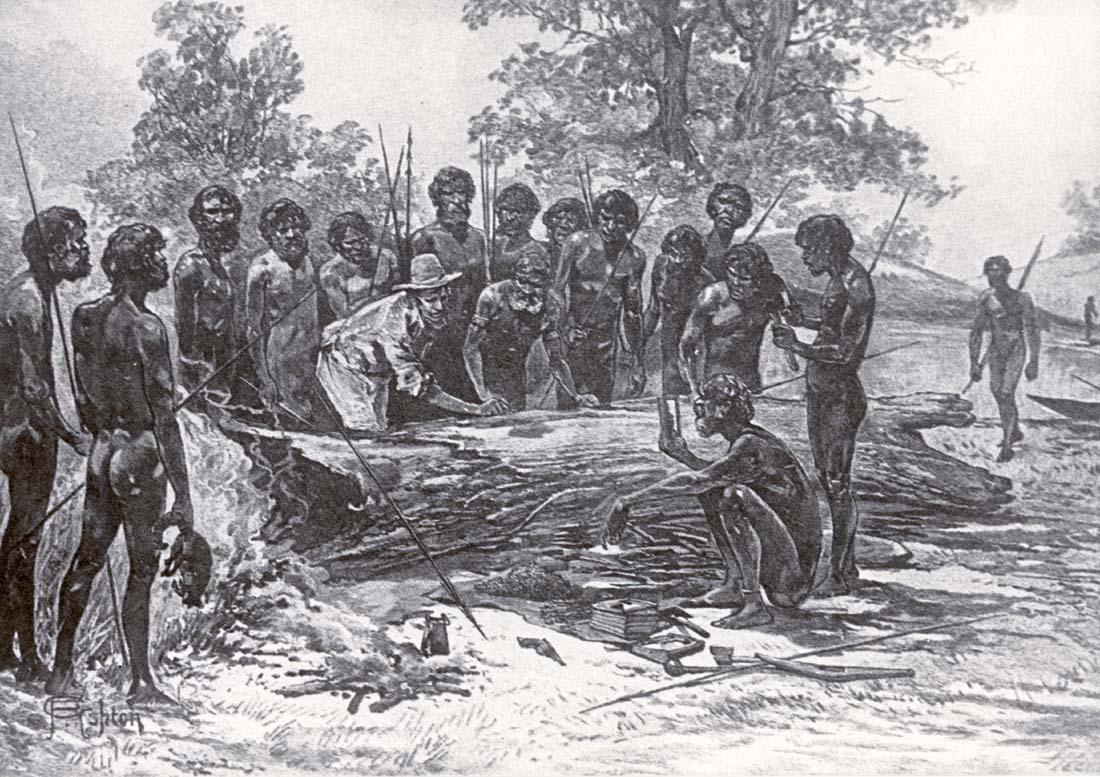
1835年，烏倫傑理人（Wurundjeri）簽署《拜特曼協議》。

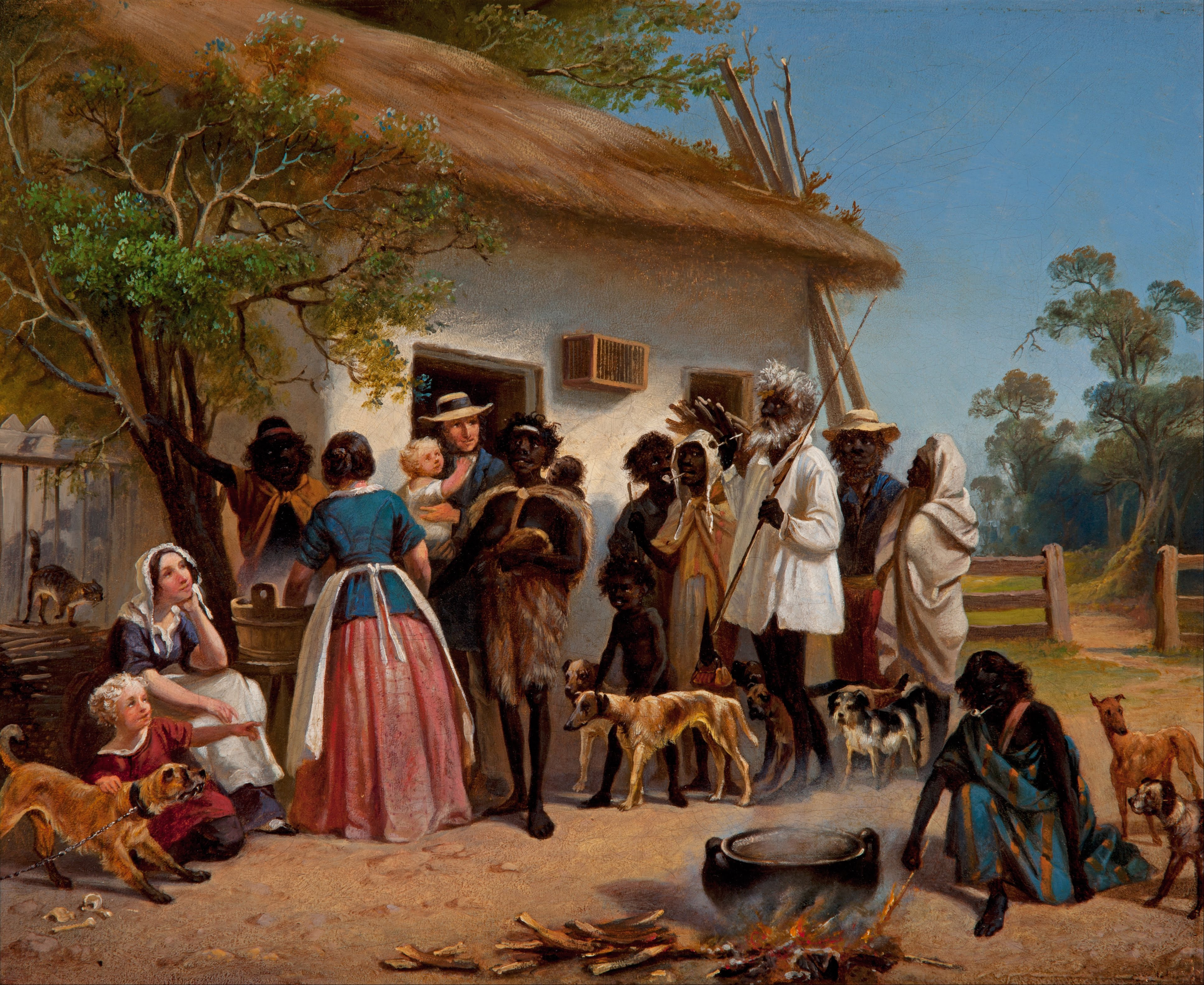
1850年南澳的歐裔移民與土著。

1788年，第一艦隊到達植物灣，英國人開始在澳洲的殖民。
英國人殖民開始後立即顯現的直接後果之一是一系列歐洲的流行病（例如痲疹、天花及肺結核）傳入澳洲。19世紀中，天花是土著的最主要死亡原因。
1789年的一次天花流行導致約90%的達魯格族人（Darug）死亡。一部分研究者認爲此次流行源于歐洲移民，但其他作者則認爲蘇拉威西及附近島嶼的望加錫漁民可能在歐洲殖民以前就將天花傳到澳洲。克裏斯多佛·沃倫（Christopher Warren）（2007）及（2013）以及克雷格·梅爾（Craig Mear）的分析則認爲此次流行最有可能是由第一艦隊上帶來的英國病源引發的。沃倫認爲英國人在彈藥短缺以及其他方面緊急的情況下，故意釋放了病毒。
英國殖民的另一結果是土地和水資源的掠奪，在19世紀至20世紀初葉之間鄉村土地陸續被改作牧羊和牧牛用地。
1834年開始有白人雇傭土著追蹤者的記錄。這些追蹤者善於在澳洲的獨特地理中擔任向導以及尋找人。
19世紀60年代，由於塔斯馬尼亞土著的頭骨在頭型人體測量學研究中的使用，在國際上特別受歡迎。著名塔斯马尼亚土著楚格尼尼1876年死後僅兩年，她的骨架就被塔斯馬尼亞皇家學會發掘，並公開展示。至今仍有活動家在呼籲將土著的身體器官送回澳洲埋葬。楚格尼尼的骨架在1976年返回澳洲，火化後按照她的遺願將骨灰抛灑。
1868年，一個大部分由土著組成的板球隊赴英格蘭進行迅游比賽，成爲第一個出國參賽的澳洲板球隊。

### 20世紀初葉
1900年時，有記錄的澳洲原住民人口已降至約93,000人，不過這個數字并不完全，因爲主流及部落土著和托雷斯海峡岛民的統計都有缺陷，而沙漠土著直到30年代以前完全沒有統計。1984年，最後一個未接觸部落離開了吉布森沙漠。20世紀前半葉，許多原住民都在澳洲的大型牛羊牧場上任職畜牧工。原住民人口繼續減少，到1933年時到達最低點74,000，此後逐漸回復。到1995年原住民人口達到了殖民前的水準，2010年時澳洲原住民總人口是563,000人。
雖然作爲英國子民所有的澳洲原住民在名義上都有投票權，實際上只有融入主流社會的那些原住民才行使這一權利。只有西澳洲和昆士蘭法律特別將土著和托雷斯海峡岛民從選民冊中排除。雖然《1902年聯邦選舉權法令》規定除非1901年之前已登錄選民冊，“澳洲、亞洲、非洲及除新西蘭以外的太平洋群島的土著土人”皆不許投票，但南澳洲堅持所有在南澳境内已經取得選舉權的人士都可在聯邦選舉中投票，並繼續不時地將土著和托雷斯海峡島民加入選民冊。但聯邦政府在通過1962年發佈的聯邦選舉法法案後不久，西澳大利亞州和北領地授予了原住民選舉權。

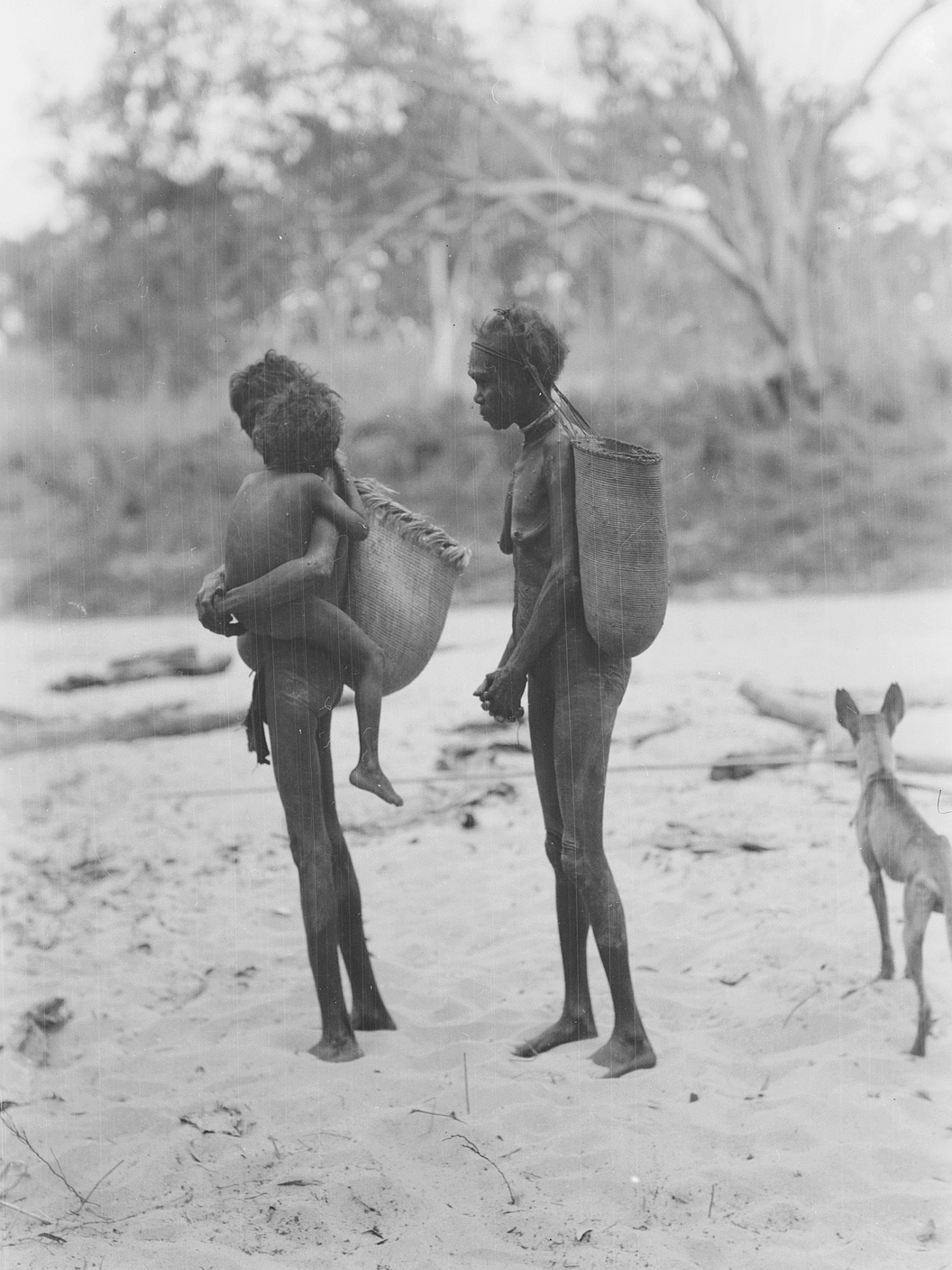
1928年北領地的土著女性

雖然他們入伍受到一定阻力，有超過1,000名原住民為澳洲參加了第一次世界大戰的戰鬥。
1934年，第一次有澳洲原住民將案件上訴到澳洲高等法院，并且贏得官司：法院裁定當事人達基丫（Dhakiyarr）被錯誤定罪謀殺白人警察並判死刑。此案將全國的注意力聚焦到土著權問題上。達基丫獲釋放之後就消失了。1938年，英國第一艦隊到來的150周年紀念在悉尼的一次土著會議上被作爲“哀悼及抗議日”進行紀念。此後澳洲各地土著抗議者及其支持者也將此日稱爲“入侵日”或“幸存日”。
第二次世界大戰中有數百名原住民加入澳洲軍隊，其中包括爲了在澳洲北部防禦日軍侵略威脅而建立的托雷斯海峽輕步兵營（Torres Strait Light Infantry Battalion）以及北領地特別偵察部隊（Northern Territory Special Reconnaissance Unit）。但是，這些原住民軍人復員後大多被拒絕享受撫卹金及分地待遇，衹有維多利亞州根據逐個審查決定原住民軍人的待遇。

### 20世紀後半葉至今
20世紀60年代對於伸張土著權益來説是關鍵的十年，同時也是土著活動家和澳洲白人活動家愈發合作的時期。1962年，澳洲聯邦立法專門賦予土著在聯邦選舉中的投票權。1965年，有一組雪梨大學學生組織了巴士車訪問新南威爾士的西部和海岸城鎮，用此方法增强對土著衛生和生活狀態的認知。這一稱爲“自由之行”（Freedom Ride）的活動同時意圖引起對土著受到的社會歧視的注意，並鼓勵土著自己反抗歧視。1966年，土著畜牧工人文生·林嘉利領導了北領地招手山牧場原住民雇員的一場著名的離崗罷工，抗議工資及待遇，這次罷工後來被保羅·克里寫成著名歌曲《從小東西長出大東西》（From Little Things Big Things Grow）。由總理哈羅德·霍爾特所領導的政府推動了標志性的1967年全民公決批准修改《澳洲憲法》第51條第26款（51(xxvi)），使得聯邦政府取得針對土著的立法權，並刪除第127條，使得在決定選區劃分時可以將土著算入人口。全民公決以90.77%選民支持的多數通過。
18世紀英國殖民者到達澳洲後，掠奪了屬於原住民的聖地和其他土地。澳洲原住民在他們自己的律師的幫助下開展了一場收回土地的運動。1971年，在備受爭議的高夫地權案中，布萊克本法官裁定澳洲在英國殖民之前是无主地，且澳洲法律中不存在原住民業權的概念。在1973年烏德伍德（Woodward）委員會調查報告後，在1976年高夫·惠特蘭領導的澳洲聯邦政府訂立了《1976年土著地權（北領地）法令》（Aboriginal Land Rights (Northern Territory) Act 1976），在北領地承認土著澳洲人的地權制度。這意味著澳洲政府開始承認澳洲原住民對其部落領地的所有權。1985年，澳洲政府將烏盧魯（艾爾斯岩）交還給皮詹賈賈拉人。1992年，澳洲的最高法院澳洲高等法院推翻了布萊克本法官的決定，在馬伯訴昆士蘭（第二次）（1992年）一案中裁定先前案例中對澳洲是“無主地”的認定不再成立，並確認了在澳洲存在原住民業權。
從20世紀70年代起，澳洲原住民開始擔任政治職位。1971年，納威爾·博納當選自由黨籍澳洲參議員，代表昆士蘭，是澳洲聯邦議會的第一位原住民議員。次年，土著活動家在坎培拉國會大廈前設立“原住民帐篷使馆”常設示威點。
1976年，道格拉斯·尼克斯爵士獲任命為南澳洲第28任州督，成爲第一位擔任督撫職位的土著。在2010年澳大利亚联邦大选中，自由黨的肯·懷耶特成爲第一個入選澳洲衆議院的原住民議員。在2016年澳洲聯邦大選中，澳洲工黨籍的琳達·伯尼成爲入選衆議院的第二個原住民人士以及第一位原住民女性。她隨即被任命為人類服務影子部長。
在體育運動方面，伊文·古拉貢 在1971年成爲世界排名第一的網球運動員，在運動生涯中贏得14個大滿貫冠軍。1973年，亞瑟·比森成爲了第一個出任澳洲國家隊隊長的原住民運動員，擔任澳洲聯盟式橄欖球國家隊“袋鼠隊”隊長。1982年，馬克·艾拉擔任了澳洲聯合式橄欖球國家隊“小袋鼠隊”隊長。2000年，土著短跑運動員凯茜·弗里曼在悉尼2000年夏季奧運會開幕式上點燃聖火，並在接下去的比賽中贏得400米短跑項目。
1984年，九個仍然過著傳統狩獵採集生活的賓土比人在西澳洲的吉布森沙漠被發現，並被領到一處定居點。這一組被稱爲“九个宾土比人”的原住民被認爲是澳洲最後的未接觸部落。

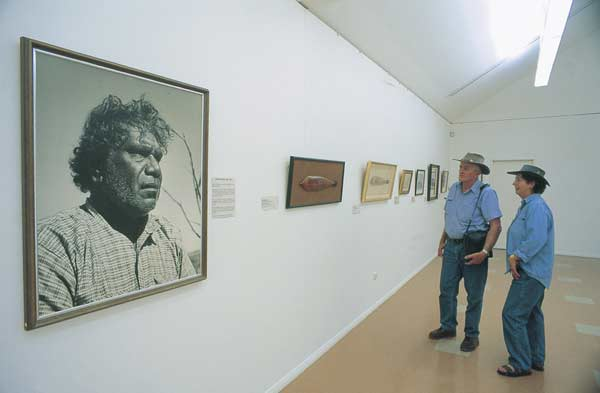
藝術家艾爾伯特·納瑪芝拉在位於愛麗絲泉的艾爾伯特·納瑪芝拉美術館。土著藝術與藝術家在20世紀後半葉在澳洲的文化生活中愈發出衆。

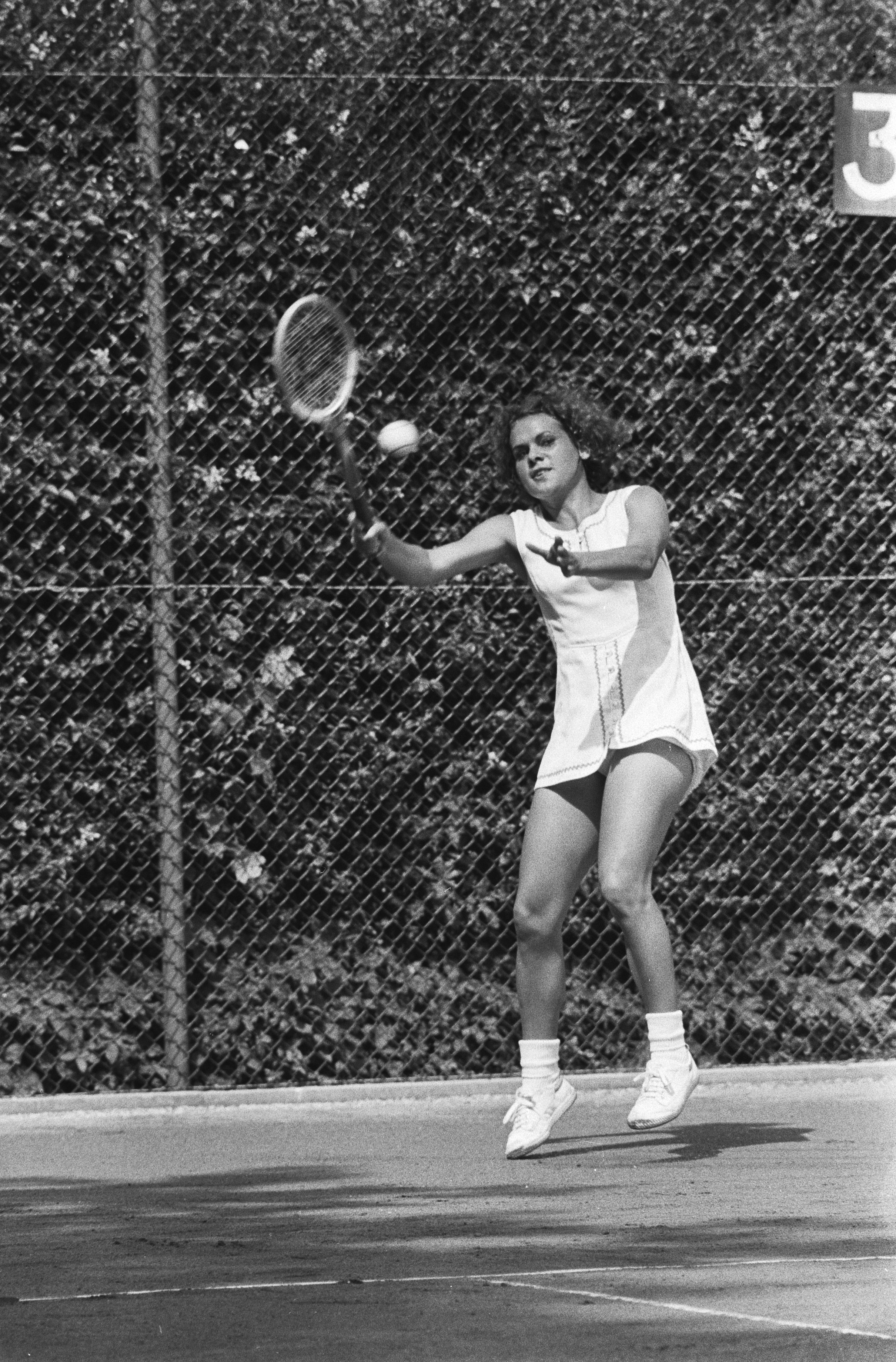
澳洲網球運動員伊馮·古拉貢

非原著澳洲人與澳洲原著民之間的和解（Reconciliation）在20世紀晚期成爲了澳洲的重要政治議題。1991年，聯邦政府設立了土著和解理事會，以促成和解。1998年，澳洲召開憲政大會討論付諸公投的共和模式，但大會衹有六名原住民代表，因此著名保皇派原住民代表納威爾·博納憤而辭職並誦讀其嘉格拉（Jagera）部落的“悲傷誦”。大會選擇的共和模式，連同在憲法中加入對土著及托雷斯島人“致敬”的前言的提議，在1999年付諸公投但都未通過。1999年，澳洲國會通過了由總理約翰·霍華德徵求土著參議員亞登·李奇威意見起草的“和解動議”（Motion of Reconciliation），其中指出對澳洲原住民的虐待是“我們國家歷史上最骯髒的一節”，但霍華德拒絕做出正式的道歉。2001年，聯邦政府題獻坎培拉的和解廣場。2008年2月13日，總理陸克文推翻了霍華德的決定，代表澳洲政府向失竊的一代人士道歉。2010年，聯邦政府任命了以原住民領袖、法律專家和議員（包括肯·懷耶特）組成的小組，咨詢如何在聯邦憲法中對土著和托雷斯海峽島民做出承認。2012年1月小組提出的建議包括刪除提到種族的憲法條文（包括第25條（依據種族剝奪投票權）和第51條26款（針對特定種族的立法權）），並加入關於實質承認以及增强保護免受歧視的條文。此後，關於在憲法中承認原住民澳洲人的公投議案在最終在2013年被放棄。
在同一時期，聯邦政府也施行了一系列重要的，但具有爭議的，與澳洲原住民有關的政策措施。1990年設立了代表性機構土著及托雷斯群島人委員會，但這一機構受到貪污指責後在2004年被澳洲政府撤銷。2007年，總理約翰·霍華德領導的政府展開了北領地國家緊急反應（也稱作北領地介入），作爲對調查原住民社群内兒童虐待指控的《小孩子是神聖的》報告的回應。政府在北領地的指定社區禁止酒精，將一部分福利金隔離指定用於生活必需品，派遣額外警察和醫務人員到這一地區，並暫停了進入原住民社區的許可證制度。此外，軍隊也被派遣進入社區，并且警察的權限得到增加，後來更通過所謂“無紙拘捕”法律更加增强。2010年，聯合國特別報告員詹姆士·阿納亞（James Anaya）做出結論緊急反應具種族歧視性質，并説其一些方面限制了“個人自主權”。這些結論受到政府的原住民事務部長珍妮·麥克林、反對黨以及包括沃倫·芒丁（Warren Mundine）和貝絲·普萊斯（Bess Price）在内的原住民領袖的批評。
2017年12月，联合国消除种族歧视委员会的意见显示，委员会关切澳大利亚持续存在反对原住民人民等群体的种族动机行为，并对澳大利亚种族主义抬头问题表示关切。
2020年5月25日，美國“乔治·弗洛伊德之死”事件引發的全美示威蔓延至部分西方國家，包括澳大利亞。2020年6月2日，数百人在悉尼游行，高呼“黑人的生命也是重要的”，抗议澳大利亚原住民在拘留期间死亡一事和弗洛伊德之死。悉尼的抗议者高呼“我不能呼吸了”和“今天要为大卫·邓盖（David Dungay）伸张正义”。2020年6月3日晚，布里斯班民众为弗洛伊德举行了烛光守夜活动。英國《卫报》的最新分析显示，自1991年澳大利亚皇家委员会成立以来到2020年6月1日，至少有432名原住民在羁押期间死亡，大卫·邓盖就是其中之一。然而原住民在拘禁期间的死亡问题并没有得到澳大利亚重视：新南威尔士州在2018年前引入了种族仇恨法，但到目前为止，没有一个人受到指控。

## 文化與生活

### 語言
在欧洲殖民者到来之前，澳大利亚曾是世界上语言最多样的地区之一，拥有大约250种不同的語言（多已經或接近成為死語），包括澳式英語、澳洲原住民英語、托雷斯海峽群島方言、Kriol。截至2019年4月，只剩13种还没被列为“高度濒危”语言。这一事实总是被人们忽略。

### 黑人
自從歐洲人殖民開始后，就有把澳洲原住民稱爲“黑人”（blacks）的用法。雖然此名稱源于原住民的膚色，但現在此名稱也用來泛指土著血統或文化，而不論膚色深淺。70年代的許多土著民權活動家都把“黑人”當作值得自豪的標簽，因此“黑人”、“黑文化”等不是貶義名稱。

### 回力鏢
除回力鏢外澳洲原住民還有一種直線飛行的飛鏢，用於打仗和打獵。他們用這種飛鏢捕獵袋鼠等哺乳類動物。

### 藝術

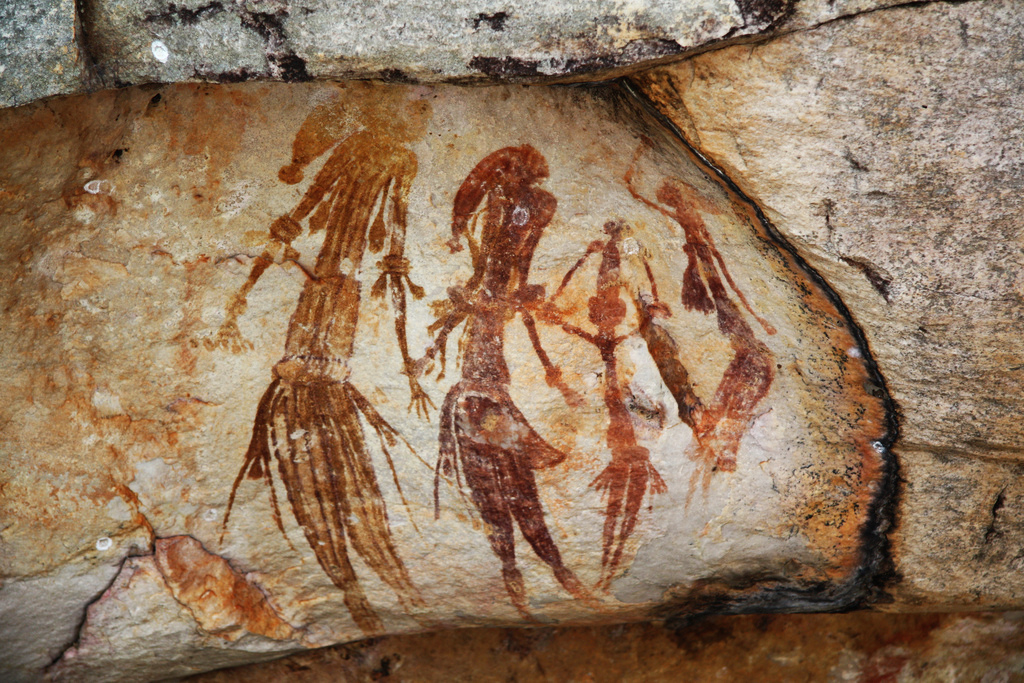
原住民在石上的畫作。

澳洲原住民的藝術都與「夢幻時期」有關，而且已成爲他們紀念「夢幻時期」的慶祝儀式的組成部分。「夢幻時期」的人、鬼神和動物的畫像佈滿了部落領地的神聖的岩石上。這些畫像是用紅、黃和白色的黏土造的，有的已經超過幾千年的歴史了。

### 夢創時代
澳洲原住民相信世界和萬物都是由先祖創造的。這個創造世界的過程就叫「夢創時代」。先祖的形貌并不局限于人类，同样也可转化为动物、植物、山川土地等。对原住民来说，夢創時代（或梦紀元）既是历史，也是法则。有很多關於夢創時代的歌曲和故事，都是在原住民當中一代代流传下來的。

### 城市生活
大多數澳洲原住民住在城市或城鎮裏。他们當中有些人是政府教育和援助計劃的受益者，當上了教師、醫生、律師。但是很多人仍很窮，而且與白人社會隔絕。他們與傳統的部落社會生活也失去了聯繫。由於不適應白人社會，他們無法分享這個社會的福利。目前在城市的原住民中，正開展一埸重新對他們祖先的部落文化產生興趣的運動。

### 健康
約45萬澳洲土著的平均寿命，男性約59.4歲，女性約65歲，比一般澳洲民眾平均少了17歲之多。總人口：517,000（2006年），澳洲總人口之3%。
近年的分布:
- 新南威爾士：2.5%
- 昆士蘭：3.6%
- 西澳洲：4.0%
- 維多利亞：1.0%
- 南澳洲：2.3%
- 北領地：32.5%

## 著名的澳大利亚原住民

### 藝術家、運動員

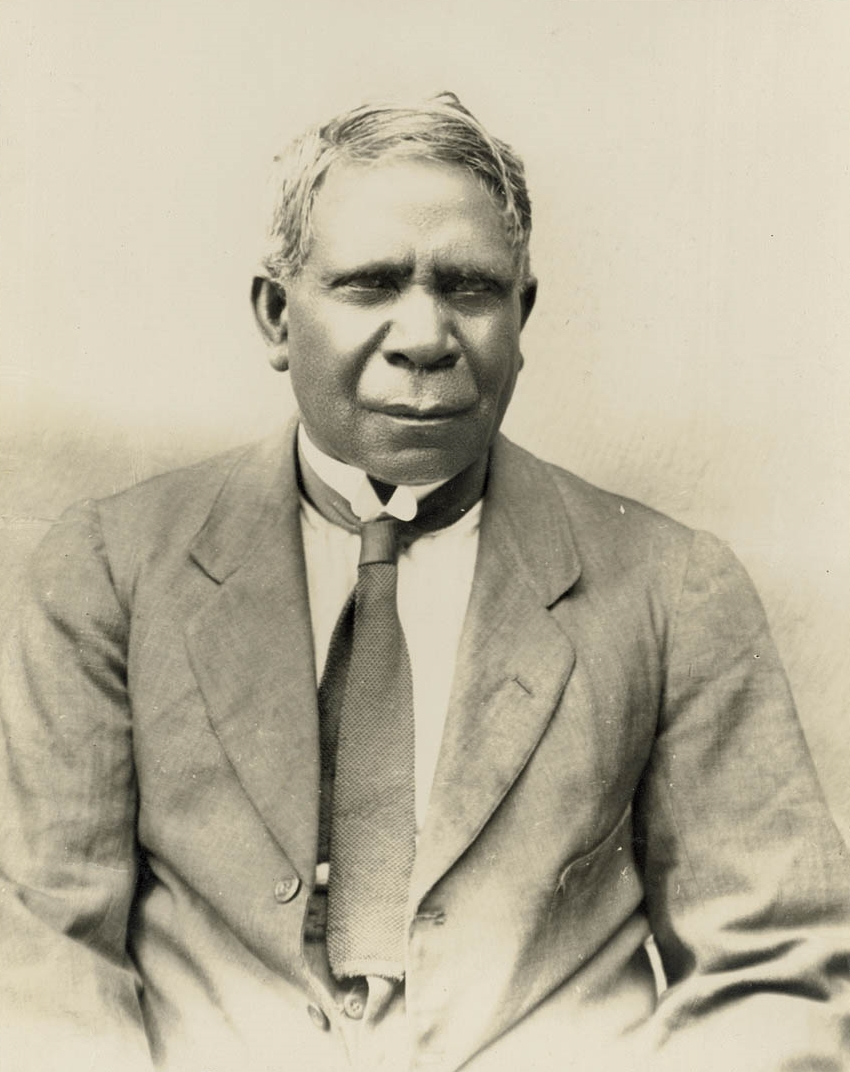
David Unaipon, 博学者和发明家，被称为澳大利亚的列奥纳多·达·芬奇

- David Unaipon （1872年-1967年）：傳道人、作家和發明家，澳幣五十元面鈔上的人像；Ngarrindjeri 族
- Albert Namatjira （1902年- ，生於愛麗絲泉）：畫家
- David Gulpilil （1953年- ，生於北澳）：演員、舞蹈員；Mandhalpuyngu 族
- Lionel Rose （1948年-2011年，生於維多亞利州）：拳擊手，1968年獲世界輕量級拳擊冠軍
- Mandawuy Yunupingu （1956年-2013年，生於北澳阿納姆地的 Yirrkala）：歌手，原住民搖滾樂隊 Yothu Yindi 的作曲人和結他手
- 伊文·古拉貢（古拉貢為夫姓，1951年- ，生於新南威爾斯州）：前WTA單打世界第一女子網球員，曾奪得4次澳大利亚网球公开赛女单冠军（1974、75、76年和77年12月）、2次溫布頓网球公开赛女单冠军（1971、80年）、1次法国网球公开赛女单冠军（1971年）等共68個WTA單打冠軍。
- Maurice Rioli（1957年-2010年）：澳式足球球員
- Michael Long（1969年-，生於北澳達爾文）：澳式足球球員
- Christine Anu（1970年-）：歌手、音樂人
- 凱茜·弗里曼（1973年- ，生於昆士蘭省）：田徑運動員，於悉尼奧運會在同胞面前首先完成400米衝線，勇奪金牌並留下難忘的動人片段。弗里曼的成績超卓，全年賽事未逢敵手，一直穩守400米世界排名第一位；Kuku Yalanji 族
- 帕特里克·米爾斯（1988年8月11日 -生於坎培拉）NBA運動員。在2009年的NBA選秀中第2輪第25順位被波特蘭開拓者選中。2014年隨著聖安東尼奧馬刺得到NBA總冠軍

### 政治與公共事務
- Douglas Nicholls（1906年-1988年，生於南澳的 Cummeragunja 保護區）：傳道人，首位原住民裔的州長——1976年-1977年，他是南澳州長；Yorta Yorta 族
- Oodgeroo Noonuccal（原名 Kath Walker，1920年-1993年）：詩人、畫家、教育家和社會運動家，積極爭取原住民權益；屬 Quandamooka 族
- Neville Bonner（1922年-1999年，生於新南威爾斯州的Ukerebagh島）：首位原住民裔國會議員；Jagera 族
- Pat O'Shane（1941年-，生於昆士蘭州凱恩斯）：首位原住民裔大法官
- Noel Pearson（1965年-，生於昆士蘭州庫克鎮）：律師、學者、社會運動家，積極爭取原住民的土地權益

## 注解
1. ↑  Indigenous people across Australia and other settler societies - Canada, New Zealand and South Africa - did not gain equal access to their repatriation benefits and military wages. In contrast to other Australian states, Aboriginal authorities in Victoria did not systematically deny Aboriginal people military allotments and pensions, but judged each case on its 'merits'.[63]

## 外部連結
- Aborigines win 'native title' over Perth （页面存档备份，存于）
- Australia's largest circulating Indigenous Affairs Newspaper （页面存档备份，存于）
- Latest Indigenous news from ABC News Online （页面存档备份，存于）
- Indigenous Australians - State Library of NSW
- Aboriginal Studies Virtual Library （页面存档备份，存于）
- Department of Families, Housing, Community Services and Indigenous Affairs （澳大利亚政府网页） （页面存档备份，存于）